# Diócesis de Bragança do Pará
La diócesis de Bragança do Pará (en latín: Dioecesis Brigantien(sis) de Para y en portugués: Diocese de Bragança do Pará) es una circunscripción eclesiástica latina de la Iglesia católica en Brasil, sufragánea de la arquidiócesis de Belém do Pará. La diócesis tiene al obispo Jesús María Cizaurre Berdonces, O.A.R. como su ordinario desde el 17 de agosto de 2016. 

## Territorio y organización
La diócesis tiene 69 084 km² y extiende su jurisdicción sobre los fieles católicos de rito latino residentes en 20 municipios del estado del Pará: Rondon do Pará, Dom Eliseu, Ulianópolis, Paragominas, Ipixuna do Pará, Aurora do Pará, Mãe do Rio, Irituia, São Miguel do Guamá, Nova Esperança do Piriá, Garrafão do Norte, Capitão Poço, Ourém, Bonito, Cachoeira do Piriá, Santa Luzia do Pará, Tracuateua, Bragança, Augusto Corrêa y Viseu.
La sede de la diócesis se encuentra en la ciudad de Bragança, en donde se halla la Catedral de Nuestra Señora del Rosario.
En 2020 en la diócesis existían 29 parroquias.

## Historia
La prelatura territorial de Gurupi fue erigida el 14 de abril de 1928 con la bula Romanus Pontifex del papa Pío XI, obteniendo el territorio de la arquidiócesis de Belém do Pará.
El 3 de febrero de 1934, en virtud del decreto Franciscus de la Congregación Consistorial, amplió su territorio con cuatro parroquias que pertenecían a la arquidiócesis de Belém do Pará; al mismo tiempo la sede se trasladó de Ourém a Bragança y la prelatura territorial asumió el nombre de prelatura territorial de Guamà.
El 16 de octubre de 1979 la prelatura territorial fue elevada a diócesis con la bula Cum Praelatura del papa Juan Pablo II.
El 13 de octubre de 1981, para adecuar el nombre de la diócesis al de la ciudad episcopal, la diócesis asumió su nombre actual con el decreto Apostolicis sub plumbo litteris de la Congregación para los Obispos.
El 29 de diciembre de 2004 cedió una parte de su territorio para la erección de la diócesis de Castanhal mediante la bula Ad efficacius providendum del papa Juan Pablo II.

## Estadísticas
De acuerdo al Anuario Pontificio 2021 la diócesis tenía a fines de 2020 un total de 782 450 fieles bautizados.
| Año                                                                             | Población            | Población | Población      | Sacerdotes | Sacerdotes    | Sacerdotes    | Bautizados por sacerdote | Diáconos permanentes | Religiosos | Religiosos | Parroquias |
| Año                                                                             | Bautizados católicos | Total     | % de católicos | Total      | Clero secular | Clero regular | Bautizados por sacerdote | Diáconos permanentes | Varones    | Mujeres    | Parroquias |
| ------------------------------------------------------------------------------- | -------------------- | --------- | -------------- | ---------- | ------------- | ------------- | ------------------------ | -------------------- | ---------- | ---------- | ---------- |
| 1949                                                                            | 127 000              | 130 000   | 97.7           | 13         |               | 13            | 9769                     |                      | 13         | 16         | 7          |
| 1965                                                                            | 200 000              | 210 000   | 95.2           | 17         |               | 17            | 11 764                   |                      | 16         | 69         | 7          |
| 1970                                                                            | ?                    | 275 000   | ?              | 21         | 2             | 19            | ?                        |                      | 26         | 78         | 8          |
| 1976                                                                            | 300 000              | 350 000   | 85.7           | 20         | 3             | 17            | 15 000                   |                      | 23         | 94         | 11         |
| 1980                                                                            | 316 000              | 354 000   | 89.3           | 22         | 3             | 19            | 14 363                   |                      | 33         | 115        | 16         |
| 1990                                                                            | 571 000              | 654 000   | 87.3           | 24         | 12            | 12            | 23 791                   |                      | 12         | 103        | 17         |
| 1999                                                                            | 667 000              | 724 000   | 92.1           | 25         | 18            | 7             | 26 680                   |                      | 9          | 172        | 17         |
| 2000                                                                            | 675 000              | 733 000   | 92.1           | 28         | 21            | 7             | 24 107                   |                      | 8          | 180        | 17         |
| 2001                                                                            | 675 000              | 733 000   | 92.1           | 30         | 23            | 7             | 22 500                   |                      | 8          | 180        | 17         |
| 2002                                                                            | 685 000              | 743 000   | 92.2           | 29         | 23            | 6             | 23 620                   |                      | 6          | 180        | 17         |
| 2003                                                                            | 685 000              | 743 000   | 92.2           | 30         | 23            | 7             | 22 833                   |                      | 7          | 180        | 17         |
| 2004                                                                            | 667 304              | 942 004   | 70.8           | 29         | 22            | 7             | 23 010                   |                      | 7          | 178        | 17         |
| 2005                                                                            | 550 627              | 597 249   | 92.2           | 28         | 22            | 6             | 19 665                   |                      | 6          | 180        | 23         |
| 2006                                                                            | 675 000              | 954 000   | 70.8           | 36         | 29            | 7             | 18 750                   |                      | 9          | 178        | 22         |
| 2012                                                                            | 734 000              | 1 038 000 | 70.7           | 40         | 34            | 6             | 18 350                   | 2                    | 12         | 107        | 25         |
| 2015                                                                            | 752 000              | 1 063 000 | 70.7           | 44         | 36            | 8             | 17 090                   | 1                    | 13         | 51         | 28         |
| 2018                                                                            | 770 400              | 1 089 550 | 70.7           | 45         | 36            | 9             | 17 120                   | 28                   | 9          | 63         | 28         |
| 2020                                                                            | 782 450              | 1 106 600 | 70.7           | 44         | 35            | 9             | 17 782                   | 28                   | 9          | 64         | 29         |
| Fuente: Catholic-Hierarchy, que a su vez toma los datos del Anuario Pontificio. |                      |           |                |            |               |               |                          |                      |            |            |            |

## Episcopologio
- Sede vacante (1928-1940)

- Eliseo Maria Coroli, B. † (10 de agosto de 1940-5 de febrero de 1977 renunció)
  - Sede vacante (1977-1980)[8]
- Michele Maria Giambelli, B. † (21 de abril de 1980-10 de abril de 1996 retirado)
- Luigi Ferrando (10 de abril de 1996-17 de agosto de 2016 retirado)
- Jesús María Cizaurre Berdonces, O.A.R., desde el 17 de agosto de 2016